# Marek Adamczyk
Marek Adamczyk (* 21. prosince 1987 Praha) je český divadelní a filmový herec, zpěvák a komik.

## Životopis
Jeho otec učil na DAMU a dědeček Karel Kraus působil jako dramaturg (Divadlo na Vinohradech, Národní divadlo, Divadlo za branou). Jako dítě hrál v Dětském divadelním studiu. Po vystudování Gymnázia Oty Pavla v pražském Radotíně absolvoval v roce 2012 DAMU, následně byl půl roku na stáži v londýnské škole Rose Bruford College Of Speech And Drama. Během studia na DAMU hostoval v Národním divadle. V dubnu 2012 se stal členem činohry Divadla Josefa Kajetána Tyla v Plzni. V roce 2011 ztvárnil jednu z hlavních rolí, Vaška Fialy, ve filmu Lidice. V letech 2017 až 2023 byl členem souboru Divadla na Vinohradech. Jako komik se předvedl jako host pořadu Partička. 
Od roku 2018 byla jeho partnerkou snowboardistka Eva Samková, kterou si 15. září 2022 vzal. V prosinci 2024 se jim narodil syn Kryštof.

## Filmografie

### Filmy
- 2011 Lidice
- 2012 BKA 49-77
- 2014 Hany
- 2015 Zloději zelených koní
- 2017 Nejlepší přítel
- 2019 Ženská na vrcholu
- 2020 Štěstí je krásná věc
- 2021 Jak si nevzít princeznu
- 2022 Poslední závod
- 2025 Cukrkandl

### Seriály
- 2009 Vyprávěj (4. řada)
- 2014 Případy 1. oddělení (1. epizoda – Rozčtvrcená)
- 2016 Já, Mattoni
- 2017 Svět pod hlavou
- 2017 Specialisté – kapitán Jan Lorenc
- 2018 Dabing Street
- 2019 Dáma a Král
- 2020 Poldové a nemluvně
- 2021 Kukačky
- 2023 Pod hladinou
- 2024 Mozaika
- 2025 Buldok z Poděbrad

## Divadelní role

###### Divadlo na Vinohradech
- 2015 William Shakespeare: Romeo a Julie, režie: Juraj Deák, premiéra: 12. prosince 2015, role: Paris
- 2017 Molière: Škola žen, režie: Juraj Deák, premiéra: 21. dubna 2017, role: Notář
- 2017 Arthur Miller: Čarodějky ze Salemu, režie: Juraj Deák, premiéra: 20. prosince 2017, role: Ezekiel Cheever
- 2018 Colin Higgins: Harold a Maude, režie: Juraj Deák, premiéra: 25. května 2018, obnovená premiéra: 18. září 2021, role: Harold
- 2018 Josef Topol: Konec masopustu, režie: Martin Františák, premiéra: 19. října 2018, role: Petr
- 2019 Ingmar Bergman – Jan Vedral: Fanny a Alexandr, režie: Pavel Khek, česká premiéra: 8. března 2019, role: Áron
- 2019 William Shakespeare: Jak se vám líbí, režie: Juraj Deák, premiéra: 13. prosince 2019, role: Orlando
- 2021 Nathaniel Richard Nash: Obchodník s deštěm, režie: Juraj Deák, premiéra: 1. září 2021, role: Noe
- 2022 Karel Kraus – Zdeněk Mahler podle Johanna Nepomuka Nestroye: Provaz o jednom konci, režie: Radovan Lipus, premiéra: 4. března 2022, role: Šebastián Faden

###### Divadlo Palace
- Hledám ženu, nástup ihned (premiéra plánovaná na červenec 2021)

###### Činoherní studio Ústí nad Labem
- Pan Kolpert (22. února 2019 – dosud)

###### Divadlo Josefa Kajetána Tyla– velké divadlo
- Macbeth (17. prosince 2011 – březen 2014)
- Lakomec (28. dubna 2012 – březen 2015)
- Jak se vám líbí (4. května 2013 – únor 2015)
- Unaveni sluncem (3. května 2014 – duben 2015)
- Caligula (28. března 2015 – květen 2016)
- Mefisto (6. února 2016 – duben 2017)
- Robin Hood (18. června 2016 – listopad 2017)
- Past na myši (6. května 2017 – dosud)

###### Divadlo Josefa Kajetána Tyla– komorní divadlo
- Pygmalión (23. června 2012 – květen 2014)
- Je třeba zabít Sekala (9. února 2013 – květen 2014)

###### Divadlo Josefa Kajetána Tyla– Nová scéna
- Taková ženská na krku (20. října 2012 – květen 2015)
- Lháři (26. října 2013 – květen 2015)
- Hráč (15. února 2014 – květen 2015)
- Amerika  (11. října 2014 – červen 2015)
- Jednotka intenzivní lásky (21. února 2015 – listopad 2018)
- Škoda! (13. června 2015 – březen 2016)
- Sen noci svatojánské (22. října 2016 – prosinec 2017)

###### Divadlo Josefa Kajetána Tyla– Malá scéna
- Živá voda (10. prosince 2014 – prosinec 2017)
- Chrtí packa zasahuje (5. prosince 2015 – prosinec 2017)
- Kabaret Burka aneb Z českých luhů a hájů (9. dubna 2016 – březen 2017)

###### Klicperovo divadlo– Studio Beseda
- Cesta dlouhým dnem do noci (12. prosince 2013 – září 2014)